# Jake Matthews
Jake Aaron Matthews, född 19 augusti 1994 i Melbourne, är en australisk MMA-utövare som sedan 2014 tävlar i organisationen Ultimate Fighting Championship.